# 1774 en architecture
| Années de l'architecture : 1771 - 1772 - 1773 - 1774 - 1775 - 1776 - 1777    |
| Décennies de l'architecture : 1740 - 1750 - 1760 - 1770 - 1780 - 1790 - 1800 |

Cet article présente les faits marquants de l'année 1774 en architecture.

## Réalisations
- Début de la construction de l'église Saint-Philippe-du-Roule à Paris sur des plans de Chalgrin datant de 1767.

## Événements
- x

## Récompenses
- Prix de Rome (« des bains publics d'eaux minérales ») : Mathurin Crucy (premier prix), Charles Joachim Bénard (troisième prix).

## Naissances
- Date précise inconnue :
  - James O'Donnell, architecte américain († 28 janvier 1830).

## Décès
- 4 octobre : Dmitri Oukhtomski, architecte russe, architecte en chef de Moscou durant le règne de l'impératrice Élizabeth Ire (° 1750).